# 高宮まり
高宮 まり (たかみや まり、1988年11月8日 - ) は、日本のプロ雀士、グラビアアイドル。日本プロ麻雀連盟、KONAMI麻雀格闘倶楽部所属、27期生、四段。茨城県出身。

## 来歴
中学生の頃に読んでいた倉田真由美や西原理恵子の漫画で麻雀を知る。倉田の漫画に登場するヨーコ会長こと渡辺洋香がプロ雀士という仕事を知ったきっかけ。中高時代は麻雀を打つことはなく、打ち始めたのは20歳を過ぎた頃にネット麻雀であり、その1か月後に軽い気持ちで雀荘でのアルバイトを開始。22歳でプロ入りした。
2013年に「女流モンド杯」に初出場。決勝卓に進出すると、予選トップの宮内こずえを追い落として、2半荘連続のトップで文句なしの初優勝。（この優勝が最初の転機だったと2022年のインタビューで語っている。）
続く「麻雀 Battle Royal」でも先鋒として大きなリードによりチーム優勝に貢献する等、大舞台での勝負強さを印象付けた。雀士としての目標は、鳳凰位を取ることである。
2012年の麻雀連盟カレンダーの、7月水着担当をすることを宮内こずえから打診され、なんでも「やります。」というタイプなので依頼を受けたところからグラビアのオファーを受けるようになった。
グラビアアイドルとしての活動では、2nd DVD『高宮まり 女神降臨』が2014年11月17日付オリコン・アイドルイメージDVD週間ランキングで1位を獲得。
2017年、第6回プロが選ぶアイドルDVD賞でスパイスビジュアル賞受賞
2018年7月に発足した競技麻雀のプロリーグ・Mリーグにて、KONAMI麻雀格闘倶楽部からドラフト2巡目指名される。
2015年9月3日の前原雄大のツイートによれば、2015年頃、高宮が前原率いるチームがらくた（前原と佐々木寿人の2人のみのチーム）に入りたいと前原に打診し、全国がらくた理事会にかけられたところ、マネージャーならば、と言うことでメンバー入りしそうになったが、森山茂和連盟会長からの「キャラが違うでしょ」という一言により、チームがらくた入りはなくなった。
前述のMリーグドラフトにより、前原、佐々木寿人と同じKONAMI麻雀格闘倶楽部所属となり、形は違えどチームがらくた入りが成就した。
2022年、以前から親しい和久津晶と共に池袋にアパレルダーツカフェ「MALUTA CAFE」をオープンした。

## 人物
- スリーサイズはB83・W59・H85。カップサイズはGカップ。[5]
- 思い切りのよい攻撃型の雀風から「猛撃プリンセス」というキャッチフレーズがデビュー時から用いられていたが、本人によると「あまり浸透していません」とのこと。その後「美しすぎる女流雀士」や「淑女なベルセルク」というキャッチフレーズが使われることが多かったが[6]、最近は本人の意向により「レディベルセルク」をキャッチフレーズとして使用している。
- プロ雀士になったのが先で、グラビア活動は2012年以降。先述のように宮内こずえに誘われ、水着になることを決めたという[6]。
- 親交の深い二階堂姉妹曰く、高宮はグラビアの仕事を、「くねくねするおしごと」と言っている[7]。
- 登山が趣味で、モンド麻雀プロリーグの番外編として「第1回サバイバルウォーキング杯」や「高宮登山部」といった企画が放送されたこともある。後に麻雀遊戯王に出演した際に、趣味が登山であることを否定した(別番組で趣味を聞かれ、やむなく散歩と答えたものが高じてしまった)。
- 趣味カメラと書いてある書籍もあるが、カメラは買ったものの家の中ではカメラを使わないことに気づいてしまった。結論として基本的には「何もしていない。」とのことである[8]。
- 好きなお笑い芸人は、田中さん（アンガールズ）で、小さい頃の夢は、魔法使い[9]。
- 背が小さいため、道でナメられることが多く、路上で男性に肘打ちをされたことなどがある[10]。
- 言動や振る舞いが天然と言われることが多い。Mリーグスタジオの対局前室で待機中、対戦相手に同じく天然と言われる優・本田を見つけると「わー凄い、今日は（高宮自身も含め）アホ3人だ〜。」と言い放ち、それを聞いたスタッフからは「卓外戦術が凄い」と言われた。

## 主な戦績
- 麻雀最強戦2023 ザ・リベンジ 優勝
- 第11回 女流モンド杯 優勝
- 女流プロ麻雀日本シリーズ2016 優勝
- 女流プロ麻雀日本シリーズ2025 優勝
- 第8期 夕刊フジ杯 優勝
- 全国地方リーグ代表  チャンピオンシップ2019  優勝  (北関東プロリーグ代表として出場)
- 第17回 天空麻雀 優勝
- 第1回 AKRacing杯 優勝
- 初代 てんパイクイーン
- 第6回 麻雀格闘倶楽部 プロNo.1決定戦 優勝

## Mリーグ成績
| シーズン | チーム               | 半荘 | 個人スコア | 個人スコア | 個人スコア | 最高スコア | 最高スコア | 4着回避率 | 4着回避率 | 連対率 | トップ率 | 平均 着順 | 1着 | 1.5 | 2着 | 2.5 | 3着 | 3.5 | 4着 | 参照   |
| シーズン | チーム               | 半荘 | Pt         | 順位       | 平均       | 点         | 順位       | 率        | 順位      | 連対率 | トップ率 | 平均 着順 | 1着 | 1.5 | 2着 | 2.5 | 3着 | 3.5 | 4着 | 参照   |
| -------- | -------------------- | ---- | ---------- | ---------- | ---------- | ---------- | ---------- | --------- | --------- | ------ | -------- | --------- | --- | --- | --- | --- | --- | --- | --- | ------ |
| 2018-19  | KONAMI麻雀格闘倶楽部 | 16   | ▲273.9     | 19/21      | ▲17.1      | 51,300     | ――         | 0.63      | 19/21     | 37.5%  | 6.3%     | 2.94      | 1   | 0   | 5   | 0   | 4   | 0   | 6   | [ 11 ] |
| 2019-20  | KONAMI麻雀格闘倶楽部 | 21   | 99.5       | 9/29       | 4.7        | 47,600     | 25/29      | 0.8095    | 7/29      | 52.4%  | 28.6%    | 2.38      | 6   | 0   | 5   | 0   | 6   | 0   | 4   | [ 12 ] |
| 2020-21  | KONAMI麻雀格闘倶楽部 | 20   | ▲246.0     | 25/30      | ▲12.3      | 47,600     | 24/30      | 0.7000    | 20/30     | 35.0%  | 15.0%    | 2.80      | 3   | 0   | 4   | 0   | 7   | 0   | 6   | [ 13 ] |
| 2021-22  | KONAMI麻雀格闘倶楽部 | 20   | ▲237.4     | 25/32      | ▲11.9      | 64,500     | 8/32       | 0.7000    | 22/32     | 25.0%  | 20.0%    | 2.83      | 4   | 0   | 1   | 1   | 8   | 0   | 6   | [ 14 ] |
| 2022-23  | KONAMI麻雀格闘倶楽部 | 23   | 194.1      | 8/32       | 8.4        | 66,400     | 11/32      | 0.8261    | 7T/32     | 60.9%  | 26.1%    | 2.30      | 6   | 0   | 8   | 0   | 5   | 0   | 4   | [ 15 ] |
| 2023-24  | KONAMI麻雀格闘倶楽部 | 25   | ▲64.7      | 20/36      | ▲2.6       | 63,200     | 16/36      | 0.8800    | 3/36      | 40.0%  | 16.0%    | 2.56      | 4   | 0   | 6   | 0   | 12  | 0   | 3   | [ 16 ] |
| 2024-25  | KONAMI麻雀格闘倶楽部 | 19   | ▲243.0     | 30/36      | ▲12.8      | 41,300     | 34/36      | 0.6842    | 26/36     | 42.1%  | 10.5%    | 2.79      | 2   | 0   | 6   | 0   | 5   | 0   | 6   | [ 17 ] |
| 通算     | 通算                 | 144  | ▲771.4     | ▲771.4     | ▲5.4       | 66,400     | 66,400     | 75.7%     | 75.7%     | 42.4%  | 18.1%    | 2.64      | 26  | 0   | 35  | 1   | 47  | 0   | 35  |        |

- 個人賞は規定打荘数（20半荘）以上の選手が対象
- 着順の1.5、2.5、3.5は1着同着、2着同着、3着同着
- 2019年シーズンから最高スコアが表彰対象に

| シーズン               | チーム                 | 半荘                   | 個人スコア             | 個人スコア             | 最高スコア             | 4着回避率              | 連対率                 | トップ率               | 平着                   | 1着                    | 1.5                    | 2着                    | 2.5                    | 3着                    | 3.5                    | 4着                    |                        |
| シーズン               | チーム                 | 半荘                   | Pt                     | 平均                   | 最高スコア             | 4着回避率              | 連対率                 | トップ率               | 平着                   | 1着                    | 1.5                    | 2着                    | 2.5                    | 3着                    | 3.5                    | 4着                    |                        |
| セミファイナルシリーズ | セミファイナルシリーズ | セミファイナルシリーズ | セミファイナルシリーズ | セミファイナルシリーズ | セミファイナルシリーズ | セミファイナルシリーズ | セミファイナルシリーズ | セミファイナルシリーズ | セミファイナルシリーズ | セミファイナルシリーズ | セミファイナルシリーズ | セミファイナルシリーズ | セミファイナルシリーズ | セミファイナルシリーズ | セミファイナルシリーズ | セミファイナルシリーズ | セミファイナルシリーズ |
| ---------------------- | ---------------------- | ---------------------- | ---------------------- | ---------------------- | ---------------------- | ---------------------- | ---------------------- | ---------------------- | ---------------------- | ---------------------- | ---------------------- | ---------------------- | ---------------------- | ---------------------- | ---------------------- | ---------------------- | ---------------------- |
| 2019-20                | KONAMI麻雀格闘倶楽部   | 3                      | ▲46.1                  | ▲15.4                  | 39,900                 | 33.3%                  | 33.3%                  | 33.3%                  | 3.00                   | 1                      | 0                      | 0                      | 0                      | 0                      | 0                      | 2                      |                        |
| 2020-21                | KONAMI麻雀格闘倶楽部   | 4                      | 118.0                  | 29.5                   | 78,000                 | 75.0%                  | 75.0%                  | 50.0%                  | 2.00                   | 2                      | 0                      | 1                      | 0                      | 0                      | 0                      | 1                      |                        |
| 2021-22                | KONAMI麻雀格闘倶楽部   | 3                      | ▲12.7                  | ▲4.2                   | 23,800                 | 100%                   | 66.7%                  | 0%                     | 2.33                   | 0                      | 0                      | 2                      | 0                      | 1                      | 0                      | 0                      |                        |
| 2022-23                | KONAMI麻雀格闘倶楽部   | 4                      | ▲82.2                  | ▲20.6                  | 46,800                 | 50.0%                  | 50.0%                  | 0%                     | 3.00                   | 0                      | 0                      | 2                      | 0                      | 0                      | 0                      | 2                      |                        |
| 2023-24                | KONAMI麻雀格闘倶楽部   | 5                      | ▲63.2                  | ▲12.6                  | 32,300                 | 60.0%                  | 40.0%                  | 20.0%                  | 2.80                   | 1                      | 0                      | 1                      | 0                      | 1                      | 0                      | 2                      |                        |
| 2024-25                | KONAMI麻雀格闘倶楽部   | 3                      | ▲57.6                  | ▲19.2                  | 32,600                 | 66.7%                  | 33.3%                  | 0%                     | 3.00                   | 0                      | 0                      | 1                      | 0                      | 1                      | 0                      | 1                      |                        |
| セミファイナル通算     | セミファイナル通算     | 22                     | ▲143.8                 | ▲6.5                   | 78,000                 | 63.6%                  | 50.0%                  | 18.2%                  | 2.68                   | 4                      | 0                      | 7                      | 0                      | 3                      | 0                      | 8                      |                        |
| ファイナルシリーズ     |                        |                        |                        |                        |                        |                        |                        |                        |                        |                        |                        |                        |                        |                        |                        |                        |                        |
| 2018-19                | KONAMI麻雀格闘倶楽部   | 6                      | 37.1                   | 6.2                    | 52,700                 | 83.3%                  | 66.7%                  | 16.7%                  | 2.33                   | 1                      | 0                      | 3                      | 0                      | 1                      | 0                      | 1                      |                        |
| 2021-22                | KONAMI麻雀格闘倶楽部   | 3                      | ▲32.5                  | ▲10.8                  | 47,100                 | 33.3%                  | 33.3%                  | 33.3%                  | 3.00                   | 1                      | 0                      | 0                      | 0                      | 0                      | 0                      | 2                      |                        |
| 2022-23                | KONAMI麻雀格闘倶楽部   | 4                      | 54.0                   | 13.5                   | 37,000                 | 100%                   | 75.0%                  | 25.0%                  | 2.00                   | 1                      | 0                      | 2                      | 0                      | 1                      | 0                      | 0                      |                        |
| ファイナル通算         | ファイナル通算         | 13                     | 58.6                   | 4.5                    | 52,700                 | 76.9%                  | 61.5%                  | 23.1%                  | 2.38                   | 3                      | 0                      | 5                      | 0                      | 2                      | 0                      | 3                      |                        |
| ポストシーズン通算     | ポストシーズン通算     | 35                     | ▲85.2                  | ▲2.4                   | 78,000                 | 68.6%                  | 54.3%                  | 20.0%                  | 2.57                   | 7                      | 0                      | 12                     | 0                      | 5                      | 0                      | 11                     |                        |

## 作品

### Vシネマ
- むこうぶち13 高レート裏麻雀列伝 壺（2017年1月6日、GPミュージアム）監督:片岡修二[18]
- むこうぶち14 高レート裏麻雀列伝 相方（2017年5月5日、GPミュージアム）監督:片岡修二[19]

### 一般DVD
- 麻雀女子会 Vol.1 箱根温泉編 和泉由希子・宮内こずえ・高宮まり・小笠原奈央（2015年4月1日、日本コロムビア）

### イメージDVD
- テンパイ -聴牌-（2013年4月26日、エスデジタル）[20]
- 女神降臨（2014年11月5日、AMGエンタテインメント）
- まりさんぽ（2015年12月18日、イーネット・フロンティア）[21]
- 天和 -テンホウ-（2016年12月23日、エスデジタル）[22]
- Stay with you（2017年7月28日、スパイスビジュアル）[23]
- 秘密の時間（2018年1月18日、ギルド）[24]
- 立直 -リーチ-（2018年10月26日、エスデジタル）[25]
- 九蓮宝燈（ちゅうれんぽうとう）（2020年9月20日、ラインコミュニケーションズ）[26]
- Beautiful Dreams（2021年6月25日、スパイスビジュアル）[27]
- A Day In The Life（2022年1月20日、ラインコミュニケーションズ）[28]
- 幸福論（2022年10月20日、ラインコミュニケーションズ）[29]
- MOVE（2023年6月20日、ラインコミュニケーションズ）[30]
- 淑女の休日（2023年11月20日、ラインコミュニケーションズ）[31]

## 出演

### テレビ
- 麻雀なでしこ杯2012（2012年3月、BSスカパー!及び2012年6月、MONDO TV）
- 天空麻雀#10 女流大会（2012年6月 - 7月、エンタメ〜テレ☆シネドラバラエティ）
- 麻雀格闘倶楽部（コナミデジタルエンタテインメント）
- 女流モンド杯（2013年 - 、MONDO TV）
- 女神降臨（#78 2013年9月13日、#100 2014年10月24日、MONDO TV）
- 麻雀 BATTLE ROYAL 生放送スペシャル!（2013年11月10日、MONDO TV） - 女流モンド杯チーム先鋒
- てんパイクイーン（2016年 - 、テレ朝チャンネル2）- 初代クイーン
- それって!?実際どうなの課（2023年9月28日、中京テレビ）- 「１試合の前後で体重の変化はどうなる！？」

### ウェブテレビ
- 給与明細（AbemaTV版）（2018年09月30日、AbemaTV）
- 新春オールスター麻雀大会2019（2019年1月2日 - 3日、AbemaTV）[32]

## 書籍

### 著書
- 麻雀「何切る」200人に聞きました! 一流麻雀プロが答える珠玉の100問超ベストセレクション (共著 佐々木寿人)（2018年 CCCメディアハウス）ISBN 978-4484182063

### 写真集
- 日本プロ麻雀連盟 女流プロ写真集 国士無双 和泉由希子・高宮まり・東城りお・宮内こずえ ほか 全13名（2013年12月26日、竹書房）ISBN 978-4812497746
- 高宮まり 1st写真集 蜃気楼～mirages～ （2023年11月28日、ワニブックス）撮影:藤本和典 ISBN 978-4847085277

### デジタル写真集
- 高宮まり『Beautiful Dreams』Vol.1（2021年6月24日、スパイスビジュアル）
- 高宮まり『Beautiful Dreams』Vol.2（2021年6月24日、スパイスビジュアル）
- 『Kiss You』157Photos（2021年7月8日、エー・ビー・エンターテイメント/スパイスビジュアル）
- MARI Styles 満開に咲く 324Photos（2022年4月21日、DragonFlyBooks/エスデジタル）
- idolpost A Day In The Life Extra edition 138Photos（2022年5月6日、DragonFlyBooks/ラインコミュニケーションズ）
- idolpost 九蓮宝燈 Extra edition（2022年11月28日、DragonFlyBooks/ラインコミュニケーションズ）
- 高宮まり 幸福論（2022年12月27日、ラインコミュニケーションズ）
- 高宮まり 恋する胸の高まり（2023年9月25日、小学館）撮影:中山雅文 週刊ポストデジタル写真集
- 高宮まり×岡田紗佳
  - 牌×牌（2020年2月10日、小学館）撮影:藤本和典 週刊ポストデジタル写真集
  - 牌×牌II（2020年10月26日、小学館）撮影:藤本和典 週刊ポストデジタル写真集
  - 牌×牌III（2021年11月8日、小学館）撮影:藤本和典 週刊ポストデジタル写真集
  - 牌×牌more（2022年3月28日、小学館）撮影:藤本和典 週刊ポストデジタル写真集
- 高宮まり写真集 Mの休日（2023年2月1日、竹書房）撮影:長谷繁郎
- 高宮まり「MOVE」究極版122P（2023年11月10日、DragonFlyBooks/ラインコミュニケーションズ）
- 高宮まり「MOVE」Extra edition 108P（2023年11月24日、DragonFlyBooks/ラインコミュニケーションズ）